# Niigata Stadion
A Niigata Stadion (japánul: デンカビッグスワンスタジアム, Denka Biggu Szuvanta Szutadzsiamu), becenevén Nagy Hattyú (japánul: ビッグスワン), Biggu Szuvan) egy többfunkciós sportlétesítmény Niigatában, Japánban. 
A 2002-es labdarúgó-világbajnokságon két csoportmérkőzést és egy nyolcaddöntőt rendeztek itt. 2001-ben nyitották meg, befogadóképessége 42 300 fő. A japán másodosztályban (J2 League) szereplő Albirex Niigata otthona 2001 óta.

## Események

### 2002-es labdarúgó-világbajnokság
| Dátum            | Pályaválasztó | Eredmény | Vendég  | Forduló      |
| ---------------- | ------------- | -------- | ------- | ------------ |
| 2002. június 1.  | Írország      | 1 – 1    | Kamerun | E csoport    |
| 2002. június 3.  | Horvátország  | 0 – 1    | Mexikó  | G csoport    |
| 2002. június 15. | Dánia         | 0 – 3    | Anglia  | Nyolcaddöntő |